# Львов, Дмитрий Васильевич
Дмитрий Васильевич Львов (1909 — 1985) — советский инженер и учёный в области локомотивостроения.

## Биография
Родился 6 (19 сентября) 1909 года в Москве в семье служащего почтамта Василия Ивановича и его жены Капитолины Васильевны Львовых. В семье было пятеро детей Сергей, Татьяна, Дмитрий, Софья и Фаина.
В 1927 году окончил школу и поступил на механический факультет Московского механико-машиностроительного института имени Н. Э. Баумана.
После окончания института был направлен на работу в качестве инженера-механика по паровозостроению в Центральное локомотивопроектное бюро Наркомата тяжёлой промышленности (ЦЛПБ НКТП), которое располагалось на территории КПЗ, где в 1931 году принял участие в создании рабочих чертежей будущего мощного паровоза серии ФД. Впоследствии был направлен в Ворошиловград, где работал на ВПЗ. В 1938 году под его руководством был создан скоростной паровоз типа 2-3-2, который в опытной поездке достиг скорости 178 км/ч.
В 1944 году был направлен на Коломенский завод, где вместе с главным конструктором завода Львом Лебедянским принял участие в разработке паровоза типа 1-5-0 «Победа» (с 1947 — Л). Правительство поставило задачу разработать паровоз в как можно более короткие сроки. В связи с этим, при заводе создаётся научно-исследовательская лаборатория, которую возглавляет Львов. В 1956 году, в связи с переходом завода на тепловозостроение, лаборатория преобразуется во Всесоюзный научно-исследовательский тепловозный институт (ВНИТИ), на котором проводились исследования прочности основных узлов локомотивов (экипажная часть, кузов, рама) и их эксплуатационные испытания, а также выполнял технико-экономические обоснования и разработку новых конструкций. Дмитрий Васильевич Львов возглавлял этот институт на протяжении 26 лет, до 1982 года.
Умер 3 мая 1985 года в Коломне. Похоронен на старом Коломенском кладбище.

## Награды и премии
- знак «Почётному железнодорожнику» №11766 (12.08.1940) - за проектирование и постройку теплопаровозов "Сталинец"
- Сталинская премия второй степени (1947) — за разработку конструкции нового товарного паровоза серии Л

## Память
24 сентября 2009 года в честь 100-летия Дмитрия Львова в Коломне на здании тепловозного института была открыта мемориальная доска.